# Литаково
Литаково (болг. Литаково) — село в Болгарии. Находится в Софийской области, входит в общину Ботевград. Население составляет 1780 человек (2022).

## Политическая ситуация
В местном кметстве Литаково, в состав которого входит Литаково, должность кмета (старосты) исполняет Даниел Костадинов Дилов (Союз демократических сил (СДС)) по результатам выборов правления кметства.
Кмет (мэр) общины Ботевград — Георги Цветанов Георгиев (коалиция партий:гражданский союз за новую Болгарию, национальное движение «Симеон Второй» (НДСВ), Болгарская социал-демократия (БСД)) по результатам выборов в правление общины.